# Chilkoot (rivière)
Pour les articles homonymes, voir Chilkoot.

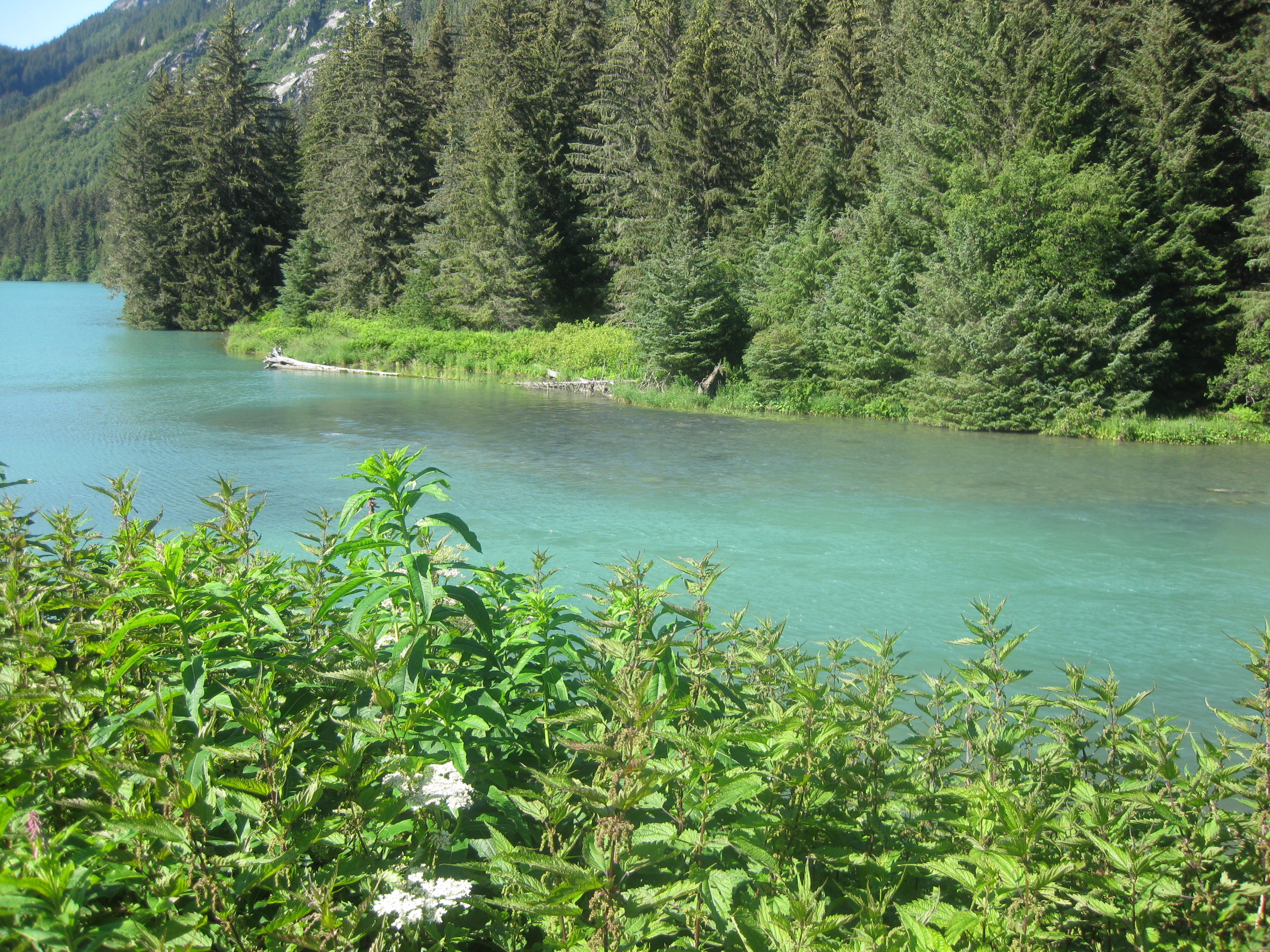
La rivière Chilkoot à la sortie de Chilkoot Lake

La rivière Chilkoot est un cours d'eau d'Alaska, aux États-Unis situé dans le borough de Haines.

## Description
Longue de 20 milles (32 km), elle prend sa source dans un glacier et coule en direction du sud-est au travers du lac Chilkoot, pour se jeter dans l'inlet Lutak, à 12 milles (19 km) au sud-ouest de Skagway.
Son nom indien a été référencé en 1883.

## Sources
- (en) « Chilkoot (rivière) », Geographic Names Information System